# Principado episcopal de Paderborn
El principado episcopal de Paderborn (en alemán: Fürstbistum Paderborn) fue un principado del Sacro Imperio Romano Germánico de 1281 a 1802.

## Historia

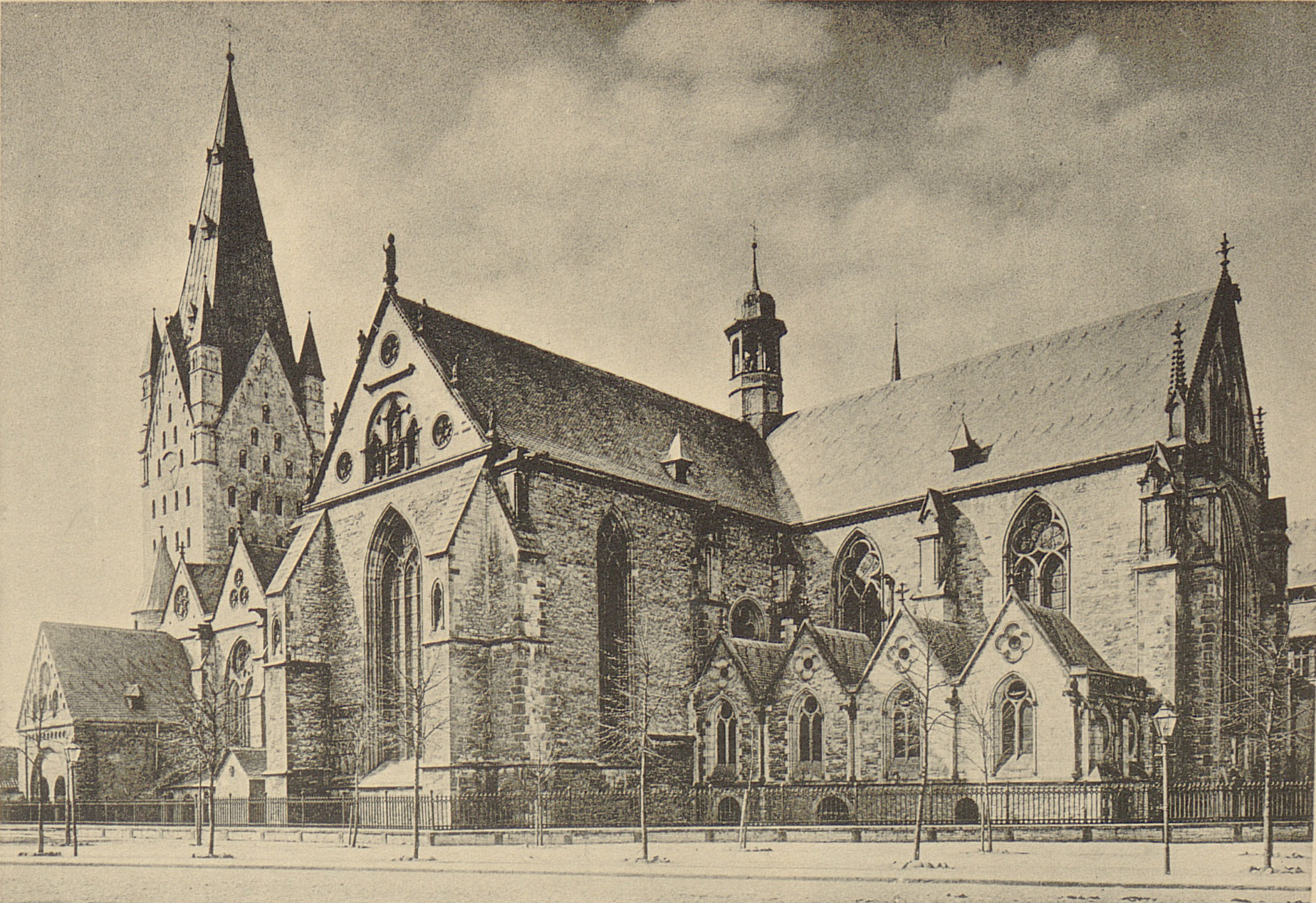
Catedral de Paderborn hacia 1891.

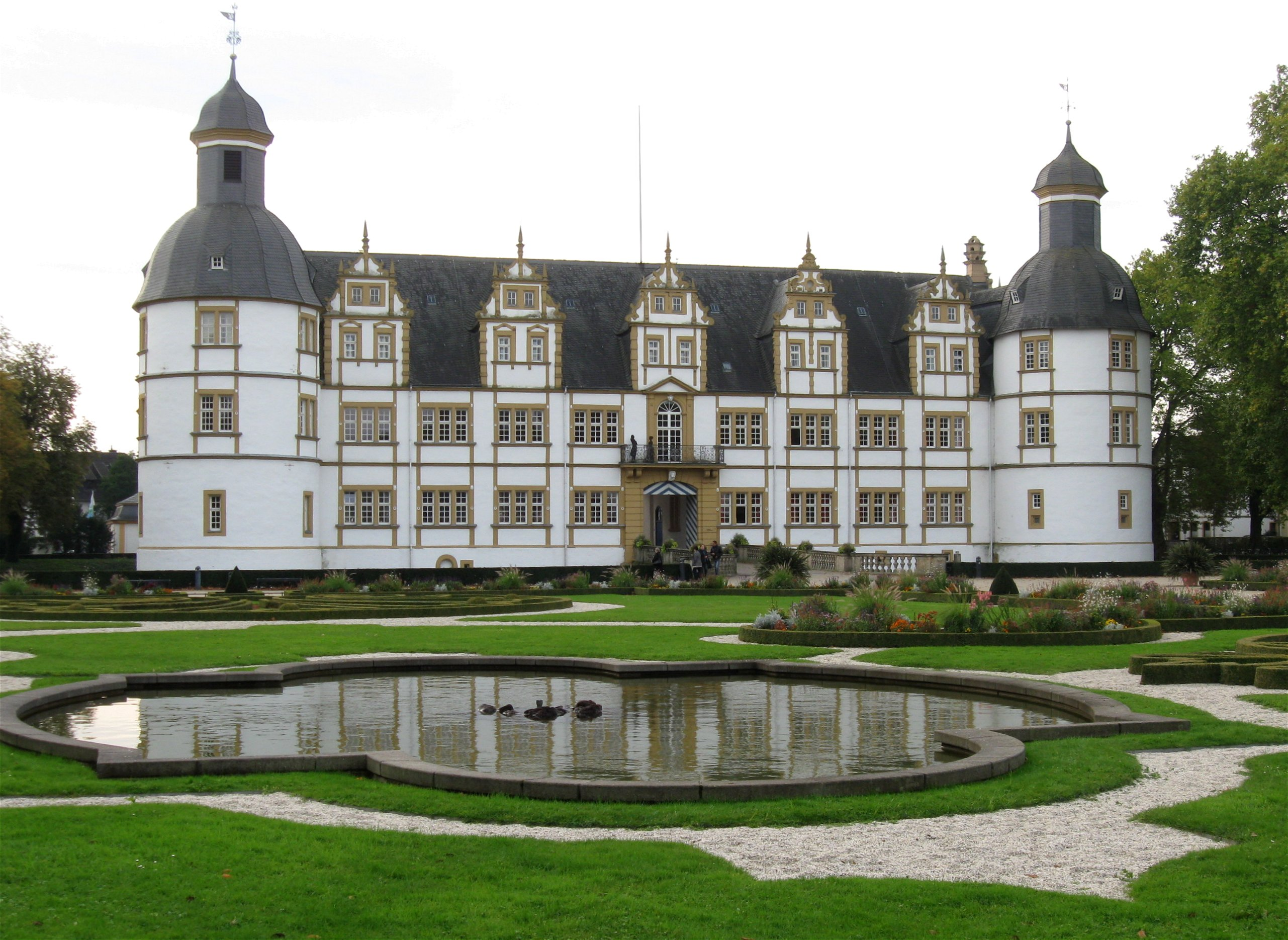
Palacio Neuhaus en Paderborn, residencia de los príncipes-obispos.

La diócesis de Paderborn fue fundada en 799 por el papa León III. En los primeros años estuvo subordinada al obispado de Wurzburgo. Desde 855 el clero tenía el derecho de elegir el obispo. La diócesis incluía la mayor parte de Lippe, Waldeck, y casi la mitad del condado de Ravensberg.
En 1180, cuando el ducado de Sajonia dejó de existir, los derechos que el antiguo ducado había ejercido sobre Paderborn fueron transferidos al arzobispado de Colonia. Las reclamaciones de los arzobispos de Colonia se resolvieron en el siglo XIII, casi completamente a favor de Paderborn. Bajo Bernardo II de Ibbenbüren (1198-1204) el dominio de la diócesis, que desde la mitad del siglo XI se había considerado como un feudo de los condes de Arnsberg, retornó a los obispos. Esto fue un avance importante en el desarrollo de la posición de los obispos como soberanos temporales. Desde entonces los obispos no concedieron el señorío como feudo y la gobernaron directamente, y se hicieron representar en el gobierno por un miembro de su clero. Se esforzaron con éxito para obtener el dominio sobre las abadías y monasterios situados en su diócesis.
El obispo Otón de Rietberg tuvo que competir con el de Colonia; en 1281, cuando solo era obispo electo, recibió las insignias de Rodolfo I de Alemania, y pleno poder judicial (excepto judicatura penal). Después de la derrota del arzobispo de Colonia en la batalla de Worringen en 1288, los obispos de Paderborn pasaron a ser cada vez más unos soberanos, aunque no sobre la totalidad de su diócesis. Bernardo V de Lippe (1321-41) establecía una primera constitución territorial ("Privilegium Bernhardi"). Asimismo tuvo que admitir a la ciudad de Paderborn como ciudad libre de su supremacía judicial. Enrique III de Spiegel Zum Desenberg (1361-80), también abad de Corvey, dejaba sus funciones espirituales a un sufragáneo; en 1371 reconstruía el Castillo Neuhaus en Paderborn. Simón II de Sternberg (1380-89), implicó al principado episcopal en conflictos con la nobleza, que después de su muerte devastó el país. Guillermo I de Ravenberg, elegido en 1399, buscó corregir los males que se habían introducido durante los conflictos, pero cuando en 1414 se interesaba por la vacante del arzobispado de Colonia, el capítulo de la catedral en su ausencia escogía a Dietrich III de Moers (1415-63). Las guerras de Dietrich, también arzobispo de Colonia, trajeron fuertes endeudamientos al principado episcopal; durante los conflictos del obispo con la ciudad de Soest (1444-49) Paderborn fue devastada.
Bajo el gobierno de Erico de Brunswick-Grubenhagen (1502-32), la Reforma Protestante tomaba pie en la diócesis, aunque el obispo permanecía leal a la Iglesia. Hermann de Wied (1532-47), también Arzobispo de Colonia, procuraba introducir la nueva enseñanza en Paderborn así como en Colonia, pero se encontró con la oposición de todas las clases. Los condes de Lippe, Waldeck y Pyrmont, la parte de la diócesis del Condado de Ravensberg, y la mayoría de parroquias a de la margen derecha del Weser se convirtieron al protestantismo.
Enrique IV de Sajonia-Lauenburgo (1577-85) era un luterano; permitió la adopción de las confesiones de Augsburgo por sus súbditos. En la ciudad de Paderborn solo la catedral y el monasterio de Abdinghof permanecieron fieles. Para salvar la causa católica, el capítulo de la catedral convocó a los jesuitas a Paderborn en 1580. Dietrich IV de Fürstenberg (1585-1618) restauró la práctica de la religión católica, construyó una escuela (gimnasium) para jesuitas, y fundó la Universidad de Paderborn en 1614.
Durante la secularización y mediatización en Alemania en 1802, el principado episcopal pasó a formar parte de Prusia (1803-1807); de 1807 a 1813 fue parte del Reino de Westfalia y después parte de la provincia de Westfalia dentro de Prusia.

## Príncipes obispos
1. Bernardo V de Lippe (Bernhard V. zur Lippe, 1321–1341): fundador de la dinastía de los príncipes-obispos de Paderborn.
2. Balduino de Steinfurt (Balduin von Steinfurt, 1341–1361): durante su mandato continuaron los conflictos territoriales.
3. Enrique III de Spiegel zum Desenberg (Heinrich III. von Spiegel zum Desenberg, 1361–1380), también abad de Corvey: consolidó el poder eclesiástico y estableció relaciones más fuertes con el Sacro Imperio.
4. Simón II de Sternberg (Simon II. von Sternberg, 1380–1389).
5. Ruperto de Berg (Ruprecht von Berg, 1389–1394), también príncipe-obispo de Passau: su corto mandato fue relativamente pacífico.
6. Juan I de Hoya (Johann I. von Hoya, 1394–1399), también príncipe-obispo de Hildesheim (1399–1424): conocido por su diplomacia eclesiástica.
7. Bertrando de Arvazzano (Bertrando d’Arvazzano, 1399–1401): único príncipe-obispo italiano de Paderborn.
8. Guillermo I de Berg (Wilhelm I. von Berg, 1401–1414), también conde de Ravensberg.
9. Dietrich III de Moers (Dietrich III. von Moers, 1415–1463), también arzobispo y príncipe-elector de Colonia (1414–1463): líder influyente que impulsó varias reformas importantes.
10. Simón III de Lippe (Simon III. zur Lippe, 1463–1498): consolidó las reformas y fortaleció el control eclesiástico.
11. Hermann I de Hesse (Hermann I. von Hessen, 1498–1508), también arzobispo y príncipe-elector de Colonia (1480–1508).
12. Erico de Brunswick-Grubenhagen (Erich von Braunschweig-Grubenhagen, 1508–1532), también príncipe-obispo de Osnabrück (1503–1532) y príncipe-obispo de Münster (1532).
13. Hermann II de Wied (Hermann II. von Wied, 1532–1547), también arzobispo y príncipe-elector de Colonia (1515–1547): impulsor de importantes reformas eclesiásticas.
14. Remberto de Kerssenbrock (Rembert von Kerssenbrock, 1547–1568): gobernó durante la agitación religiosa de la Reforma.
15. Juan II de Hoya (Johann II. von Hoya, 1568–1574), también príncipe-obispo de Osnabrück (1553–1574) y príncipe-obispo de Münster (1566–1574).
16. Salentín de Isenburg (Salentin von Isenburg, 1574–1577), también arzobispo y príncipe-elector de Colonia (1567–1577) y conde de Isenburg-Grenzau.
17. Enrique IV de Sajonia-Lauenburgo (Heinrich IV. von Sachsen-Lauenburg, 1577–1585), también arzobispo de Bremen, príncipe-obispo de Osnabrück: administrador sin reconocimiento papal.
18. Dietrich IV de Fürstenberg (Dietrich von Fürstenberg, 1585–1618): príncipe-obispo influyente durante la Contrarreforma.
19. Fernando I de Baviera (Ferdinand I. von Bayern, 1618–1650), también arzobispo y príncipe-elector de Colonia (1612–1650), duque de Westfalia, proboste de Berchtesgaden, príncipe-obispo de Frisinga, príncipe-obispo de Münster, príncipe-obispo de Osnabrück, príncipe-obispo de Hildesheim y príncipe-obispo de Lieja.
20. Dietrich Adolfo von der Recke (Dietrich Adolf von der Recke, 1650–1661).
21. Fernando II de Fürstenberg (Ferdinand II. von Fürstenberg, 1661–1683), también príncipe-obispo de Münster (1678–1683).
22. Hermann Werner von Wolff-Metternich zur Gracht (Hermann Werner von Wolff-Metternich zur Gracht, 1683–1704).
23. Franz Arnoldo von Wolff-Metternich zur Gracht (Franz Arnold von Wolff-Metternich zur Gracht, 1704–1718), también príncipe-obispo de Münster (1706–1718).
24. Clemente Augusto I de Baviera (Clemens August I. von Bayern, 1719–1761), también arzobispo y príncipe-elector de Colonia, proboste de Altötting, príncipe-obispo de Ratisbona, príncipe-obispo de Münster, príncipe-obispo de Osnabrück, príncipe-obispo de Hildesheim y príncipe-obispo de Lieja, y Gran Maestre de los Caballeros Teutónicos.
25. Guillermo Antonio von der Asseburg (Wilhelm Anton von der Asseburg, 1763–1782), también príncipe-obispo de Hildesheim.
26. Friedrich Wilhelm von Westphalen (Friedrich Wilhelm von Westphalen, 1782–1789).
27. Franz Egon von Fürstenberg (Franz Egon von Fürstenberg, 1789–1825), último príncipe-obispo de Paderborn.